# Alex Thompson
Alex Thompson (*  in Kentucky) ist ein US-amerikanischer Filmregisseur und Drehbuchautor.

## Leben
Alex Thompson stammt aus Kentucky und erwarb einen Master-Abschluss an der DePaul University School of Cinematic Arts. Nach Arbeiten für die Fernsehserie Humane Resources und mehreren Kurzfilmen gab Thompson mit Saint Frances sein Regiedebüt bei einem Spielfilm. Für die Tragikomödie, die Thompson im März 2019 beim South by Southwest Film Festival vorstellte, schrieb seine Lebenspartnerin Kelly O’Sullivan, die auch in der Hauptrolle die junge Autorin Bridget spielt, das Drehbuch. Thompson hatte O’Sullivan während einer Theaterlesung kennengelernt. Der Film gewann beim South by Southwest Film Festival den Publikumspreis und einen Special Jury Award. Sein zweiter Spielfilm, der Mystery-Thriller Rounding mit Namir Smallwood, Sidney Flanigan und Michael Potts in den Hauptrollen, wurde im Juni 2022 beim Tribeca Film Festival erstmals gezeigt. Thompsons dritter Spielfilm Ghostlight feierte im Januar 2024 beim Sundance Film Festival seine Premiere. Er führte bei dem Film gemeinsam mit O’Sullivan Regie, die abermals das Drehbuch schrieb.

## Auszeichnungen (Auswahl)
American Film Festival
- 2019: Auszeichnung mit dem Publikumspreis – Narrative Feature (Saint Frances)

Gotham Award
- 2021: Nominierung für die Beste Nachwuchsregie (Saint Frances)[7]

Independent Spirit Award
- 2025: Nominierung für den John Cassavetes Award (Ghostlight)[8]

Internationales Filmfestival Thessaloniki
- 2019: Nominierung für den Mermaid Award (Saint Frances)

São Paulo International Film Festival
- 2019: Nominierung als Bester Film im New Directors Competition (Saint Frances)

South by Southwest Film Festival
- 2019: Auszeichnung mit dem Special Jury Award (Breakthrough Voice) – Narrative Feature (Saint Frances)
- 2019: Auszeichnung mit dem Publikumspreis – Narrative Feature (Saint Frances)
- 2019: Nominierung für den Grand Jury Award – Narrative Feature (Saint Frances)